# 김민기 (1978년)
김민기(한국 한자: 金民基, 1978년 4월 25일 ~ )는 대한민국의 전 축구 선수이며, 포지션은 수비수였다.